# Stari savski most u Beogradu
Stari savski most (također zvan i Tramvajski most) jedan je od mostova u glavnom gradu Republike Srbije Beogradu. Proteže se preko rijeke Save, a povezuje gradske općine Novi Beograd i Savski venac.

## Povijest
Gradnja mosta započeta je za vrijeme nacističke okupacije, a u promet je pušten 1942. godine. Razlog gradnje bio je taj što je tada jedini beogradski most preko rijeke Save – Most kralja Aleksandra (danas Brankov most) – bio srušen u ratnim razaranjima. Kasnije, tijekom 1944. godine nacističke snage planirale su minirati i ovaj most, ali ga je od rušenja spasio beogradski učitelj Miladin Zarić.
Godine 1984. mostom počinju prometovati tramvajska vozila koja povezuju stari i novi dio Beograda.

## Porijeklo imena
Za vrijeme trajanja Drugog svjetskog rata nacistički vojnici ovaj su objekt nazivali Most Princa Eugena, a nakon rata lokalno stanovništvo nazivalo ga je Nemački most. S vremenom su se oba naziva prestala koristiti. Most se službeno zove Savski most, iako se u govoru koristi i naziv Stari savski most i Tramvajski most.

## Tehničke karakteristike
Ukupna duljina mosta iznosi 430 m dok je najveći raspon između dva glavna stupa 157 m. Most ima po jednu prometnu traku za svaki smjer, a njome zajednički prometuju i osobna vozila i tramvaji. Dnevno mostom prođe oko 30.000 vozila. Razlog smanjenog prometa je nedostatan kapacitet.

## Rekonstrukcije
Tijekom povijesti most je obnavljan u nekoliko navrata. Prva značajnija obnova bila je u razdoblju od 1964. do 1969., a posljednja rekonstrukcija bila je u razdoblju od 2007. do 2008. godine. Proširene su prometne trake kako bi se povećala protočnost vozila te je postavljeno dekorativno osvjetljenje.

## Galerija slika
- Pogled na Stari savski most, slikano s Brankovog mosta.
- Dekorativno osvjetljenje nakon posljednje rekonstrukcije.